# Empanada
Le empanadas sono dei fagottini di pasta ripieni di verdure e/o carne e/o formaggio, originari della Spagna e tipici dei diversi paesi dell'America Latina e  delle Filippine. Tradizionalmente vengono servite alle jaranas criollas, feste creole comprendenti incontri musicali in accompagnamento alla tradizionale grigliata di carne (asado). Oppure sono consumate come cibo di strada.

## Storia
Le origini vengono fatte risalire alla Galizia, dove fin da epoche remote rappresentavano il pranzo che pescatori, contadini e pellegrini portavano con loro. In un bassorilievo nel portico della Gloria della cattedrale di Santiago di Compostela si trova la prima rappresentazione di un'empanada così come se ne trova menzione nelle Cantigas de Santa Maria risalenti al XIII secolo.
Si ipotizza che gli spagnoli, a loro volta, abbiano acquisito la preparazione dai popoli arabi del bacino del Mediterraneo, dove l'abitudine di presentare carne finemente tagliata dentro un fagotto di pane è molto diffusa e dà luogo a ricette quali il kebab o il gyros pita. La tecnica di racchiudere la carne cotta all'interno di fagotti di tipi diversi di pasta di pane allo scopo di conservarla per più giorni risale all'epoca romana ed è diffusa anche altrove, lo stesso scopo ha il cornish pasty così come la panada sarda.
In Argentina, anticamente, si servivano per festeggiare il ritorno dei gauchos dopo i lunghi periodi trascorsi nelle pampas a sorvegliare le mandrie.

## Caratteristiche

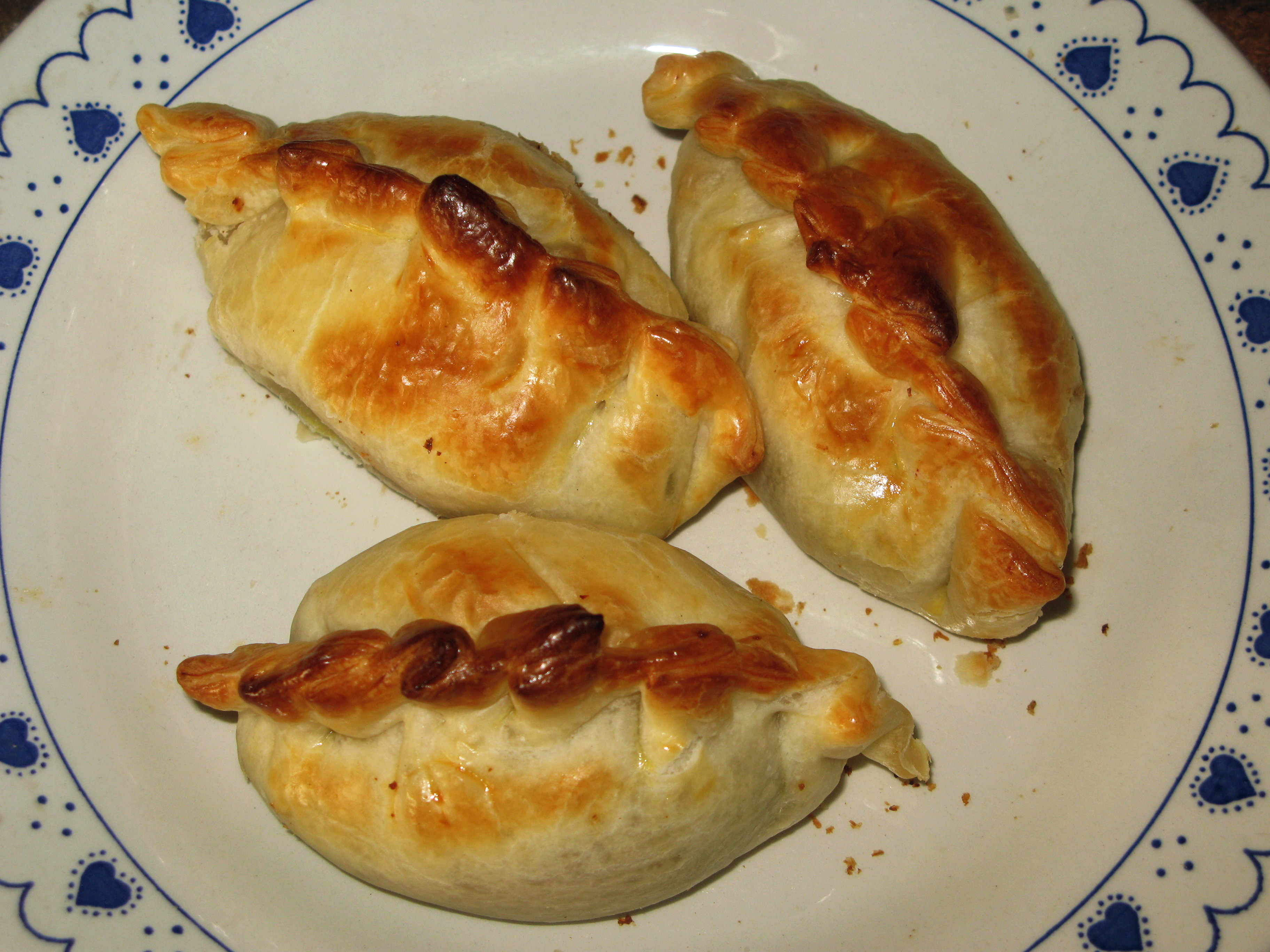
Empanadas fatte in casa a Córdoba (Argentina)

Hanno la forma di una mezzaluna e una lunghezza di circa 12-15 cm. Possono essere fritte o cotte nel forno, in quest'ultimo caso si spennellano con uovo sbattuto per lucidarle prima della cottura. In ogni caso si tende a prepararle in anticipo per poi cuocerle e consumarle al momento.
Si preparano con la farina di mais. Il ripieno è, solitamente, di salsa di pomodoro, verdure, carne di manzo tritata, cipolla e altri ingredienti tipici come olive e uova sode, variamente insaporite da spezie.
Tuttavia sia la pasta sia soprattutto il ripieno variano a seconda delle regioni, della disponibilità degli ingredienti e dei gusti. Nelle regioni del nord-est dell'Argentina presentano farina di manioca nell'impasto e patate nel ripieno e talvolta piselli o uvetta, specie nelle zone di produzione dell'uva; nelle zone mitigate dai fiumi invece è frequente l'aggiunta di olive.

### Varianti
Sebbene nella loro versione più nota siano di carne di manzo, in molte varianti sono di carne di gallina o di pollo oppure di maiale, lepre o gamberi, come in Patagonia. Queste varianti si cucinano in diverse nazioni e in paesi come il Venezuela, l'Ecuador, il Perù, la Colombia e il Messico vengono considerate piatto nazionale.
Possono anche contenere pasta di mais molle (choclo) ribollita o humita e un'oliva. Le empanadas cucinate nella provincia argentina di Côrdoba sono ripiene anche di pezzi di patata (papa) lessa e uvetta. Nella settimana santa vengono cucinate le empanadas de vigilia ripiene di pesce, specialmente di tonno. Hanno riscosso un insperato successo anche le empanadas riempite di cipolla tritata. Dalla seconda metà del XX secolo sono diventate comuni altre varianti come quella con il prosciutto cotto o con formaggio. Le empanadas sono quasi sempre ripiene di olive e fette di cipolla e condite con peperoni o pimienta e cumino. I cuochi normalmente riconoscono i loro recados secondo il disegno della treccia con cui si chiudono, chiamata in Argentina repulgue o simba. Oltre alle empanadas con ricette risalenti a più di due secoli fa, si preparano i panzerotti cosiddetti gourmet, in particolare in zone come Las Cañitas, ripiene con formaggio e basilico, pollo agli champignon e prosciutto con formaggio tipo roquefort.
Le empanadillas sono panzerotti impanati, fritti e ripieni con dolci, come il dolce di batata, il dolce di cayote, la cotognata o il dolce di latte. Sono tipici del nord dell'Argentina.